# Hippolyte Gassier
Pour les articles homonymes, voir Gassier.
Hippolyte Aimé Gassier, né le 11 septembre 1834 à Barcelonnette (Basses-Alpes) et mort le 10 mai 1907 à Paris, est un homme politique français.

## Biographie
Banquier, il est élu conseiller général en 1871. Il est député des Basses-Alpes, siégeant sur les bancs républicains, de 1876 à 1885. Il fait partie des 363 qui refusent la confiance au gouvernement de Broglie le 16 mai 1877. Il est sénateur des Basses-Alpes de 1903 à 1907, inscrit au groupe de l'Union républicaine. 
Il est l'oncle maternel de Paul Reynaud.
Une place de Barcelonnette rappelle son souvenir.